# 길리언 플린
길리언 플린(영어: Gillian Flynn, 1971년 2월 24일 ~ )은 미국의 작가, 영화 각본가, 만화책 작가이다. 주요 저서는 "몸을 긋는 소녀", "Dark Places", "Gone Girl"이다.

## 저서
- 몸을 긋는 소녀 (2006)
- 다크 플레이스 (Dark Places, 2009)
- 나를 찾아줘 (Gone Girl, 2012)
- 나는 언제나 옳다 (The Grownup, 2014; 단편)

## 각본
- 나를 찾아줘 (2014, 영화)
- 몸을 긋는 소녀 (2018, TV 드라마)
- 위도우즈 (2018, 영화)
- 유토피아 (2020, TV 드라마)